# IC 361
IC 361 — розсіяне скупчення типу II1r () у сузір'ї Жираф.
Цей об'єкт міститься в оригінальній редакції індексного каталогу.